# West Lancashire
West Lancashire ist ein Borough in der Grafschaft Lancashire in England. Verwaltungssitz ist die Stadt Ormskirk; weitere bedeutende Orte sind Aughton, Burscough, Halsall, Parbold, Skelmersdale und Tarleton.
Der Bezirk wurde am 1. April 1974 gebildet und entstand aus der Fusion der Urban Districts Ormskirk und Skelmersdale and Holland sowie Teilen der Rural Districts West Lancashire und Wigan.